# L'Homme de la pampa
L'Homme de la pampa est le premier roman du poète et écrivain français d'origine uruguayenne Jules Supervielle, publié en 1923

## Résumé
Le roman traite d'un homme qui fabrique un volcan dans le but d'enrichir, tout en en cassant l'horizontalité, la pampa de sa région d'origine, puis de leur voyage ensemble jusqu'à Paris.